# سورن ثورست
سورن ثورست (بالدنماركية: Søren Thorst)‏ هو لاعب كرة قدم دنماركي في مركز الدفاع، ولد في 8 يناير 1965. لعب مع البورك بولدسبيلكلوب ‏.